# Mai 1851

## Événements
- 1er mai :

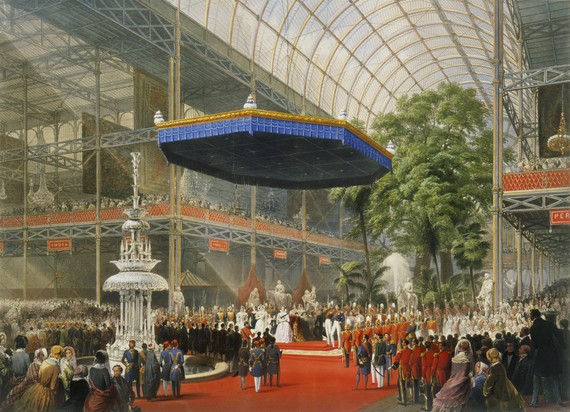
: ouverture de la Great Exhibition à Londres

  - Gouvernement de « régénération » au Portugal (fin en 1868). Le pays connaît la paix intérieure sous le régime de la monarchie constitutionnelle et accroît sa modernisation. Deux partis assurent l’alternance au pouvoir : le « parti régénérateur », issus du chartisme (Saldanha, Fontes Pereira de Melo), qui prône une régénération du pays par le nouvel ordre bourgeois et capitaliste ; le parti libéral, septembriste « historique » (duc de Loulé, Sà da Bandeira).
  - Ouverture de la Grande Exposition universelle à Londres (fin le 15 octobre).

- 15 mai : Mongut devient roi du Siam (Thaïlande) sous le nom de Rama IV (fin en 1868). Passionné par la civilisation et la science occidentales, il invite de nombreux conseillers européens à l’aider à moderniser son pays.

- 21 mai : abolition de l'esclavage en Colombie.

## Naissances
- 1er mai : Senshō Murakami (mort en 1929), érudit bouddhiste de l'ère Meiji.
- 7 mai : Axel Harnack (mort en 1888), mathématicien germano-balte.
- 13 mai : Horace Darwin (mort en 1928), ingénieur du génie civil britannique.
- 23 mai : Marian Le Cappellain (mort en 1923), enseignante anglo-normande qui établit un des premiers lycées pour l'éducation des filles au Costa Rica.

## Décès
- 14 mai : Melchior Boisserée, artiste allemand (° 23 avril 1786).